# ادگار یه
ادگار میگل یه (پرتغالی: Edgar Miguel lé؛ زادهٔ ۱ مهٔ ۱۹۹۴) بازیکن فوتبال اهل گینه بیسائو است که در پست مدافع مرکزی برای فاینورد در لیگ برتر فوتبال هلند بازی می‌کند.
وی یک بازی نیز در کوپا دل ری برای تیم بزرگسالان بارسلونا در تاریخ ۳ دسامبر ۲۰۱۴ انجام داده‌است.
وی که سابقهٔ حضور در آکادمی اسپورتینگ را نیز دارد، به رده‌های سنی تیم ملی پرتغال نیز دعوت شده‌است و به همراه تیم ملی زیر ۲۰ سال فوتبال پرتغال در جام جهانی ۲۰۱۳ ترکیه حضور داشته‌است.